# Cerkiew św. Mikołaja Cudotwórcy w Chamownikach
Cerkiew św. Mikołaja Cudotwórcy w Chamownikach (ros. Церковь Николая Чудотворца в Хамовниках) – prawosławna cerkiew w Moskwie, w rejonie Chamowniki, przy ul. Lwa Tołstoja 2.

## Historia
Pierwsza wzmianka o prawdopodobnie drewnianej cerkwi w tym miejscu pochodzi z roku 1625. W 1657 była to już cerkiew murowana, a w 1677 istniała już pod wezwaniem Mikołaja Cudotwórcy. Obecna cerkiew z pięcioma kopułami powstała niedaleko od poprzedniej. Cerkiew ufundowana została w 1679 przez miejscowych tkaczy, a poświęcona patronowi tkaczy, marynarzy i rolników. Budowa jej miała przyćmić cerkiew Zmartwychwstania w Kadaszach, która powstała z inicjatywy tamtejszego cechu tkaczy. 21 maja 1679 poświęcono budowę nowej świątyni, która budowana była w latach 1679–1682. Poświęcenie głównej świątyni cerkwi odbyło się 25 czerwca 1682. Refektarz z kaplicami oraz dzwonnica zostały dodane później, około 1694 r. W 1757 na lewo od refektarza dodano drugi ołtarz, poświęcony św. Dymitrowi z Rostowa. W 1812 r. zostały częściowo zniszczone wnętrza świątyni, przywrócone do użytkowania w 1849. Rok wcześniej, w 1848, cerkiew uzyskała relikwię – kopię Ikony Matki Bożej „Wstawienniczka Za Grzesznych” z monasteru św. Mikołaja w Odrinie, która na stałe została umieszczona przy bocznym ołtarzu św. Dymitra z Rostowa. Pozyskano także ikony św. Aleksego oraz kopię Smoleńskiej Ikony Matki Bożej. Cerkiew przechodziła remonty w 1896, 1949 i 1972. Począwszy od 1849, nigdy nie została zamknięta, nawet w czasach sowieckich (choć straciła swój dzwon). W 1992 na dzwonnicy powieszono ważący 108 funtów dzwon odlany w latach 30. XX w. W 2002 cerkiew ofiarowała swoją ikonę św. Michała Archanioła nowo przywróconej do użytku liturgicznego cerkwi św. Michała Archanioła na Dziewiczym Polu.
Jako proboszcz w świątyni służy biskup podolski Tichon.

## Opis
Cerkiew jest przykładem późnego moskiewskiego baroku. Z daleka wyróżnia się swoimi pięcioma złoconymi kopułami. Cerkiew należy do licznej grupy tzw. świątyń ogniskowych, czyli pozbawionych wewnętrznych słupów nośnych. Fasadę świątyni ozdabiają rzędy jaskrawych, zielono-pomarańczowych kokoszników oraz płytki ceramiczne, które tworzą wzór podobny do splotu tkackiego. We wnętrzu cerkwi, w ikonostasie znajduje się XVII-wieczna ikona św. Mikołaja Cudotwórcy – patrona świątyni. Osobno umieszczono, uważaną za cudowną, Ikonę Matki Bożej „Wstawienniczka Za Grzesznych”.

## Ciekawostki
- O cerkwi pisał często Lew Tołstoj, który mieszkał w pobliżu i był jej parafianinem.
- Protojerej Paweł Lepiochin, proboszcz w tutejszej parafii w latach 1915–1960, był jednym z najdłużej urzędujących prawosławnych proboszczów w XX wieku.